# Peter Magnus Olsson
Peter Magnus Olsson (i riksdagen kallad Olsson i Blädinge), född 7 oktober 1857 i Blädinge socken i Kronobergs län, död 20 september 1949 i Blädinge, var en svensk riksdagspolitiker (Högerpartiet) och lantbrukare. Han var far till Ebbe Ohlsson.
Olsson var lantbrukare och hemmansägare i Blädinge i Småland. Han anlitades tidigt för kommunala uppdrag, blev kommunalordförande 1893 och var landstingsman från 1894. Olsson var också en följd av år ordförande i Blädinge skytteförening. 
Olsson var ledamot av andra kammaren var (för Kronobergs läns västra valkrets) 1906–1917, han var urtima riksdagen 1919 och riksdagen 1920 ledamot av första kammaren (för Kronobergs län), men var från 1921 ånyo ledamot av andra kammaren (1921 för Kronobergs läns västra valkrets, från 1922 för Kronobergs läns valkrets). 
Olsson tillhörde Bankoutskottet 1913–1917, var suppleant i statsutskottet 1920–1924 och blev ordinarie ledamot av samma utskott vid 1925 års riksdag. Han var ledamot av expropriationskommittén 1908 och försvarsberedningen 1911. Olsson har tagit verksam del i Kronobergs läns Moderata valmansförbunds arbete. Han skrev 45 egna motioner i riksdagen bl.a. om jordbruksfrågor.